# Bernardino Pedroto
António Carlos Bernardino Pedroto dit Bernardino Pedroto (né à Lisbonne, le 19 octobre 1953) est un footballeur puis entraîneur portugais de football, qui a entraîné au Portugal et en Angola.  

## Biographie

### Carrière de joueur
Formé à Benfica, Bernardino Pedroto ne joue qu'un seul match lors de la saison 1973-1974. Après, il part au Vitória Guimarães pendant cinq saisons, terminant finaliste de la Coupe du Portugal lors de la saison 1975-1976. Puis, il part au Marítimo Funchal pendant deux saisons, mais la deuxième saison se termine par une relégation. Il revient ensuite au Vitória Guimarães et finit sa carrière au Portimonense, sans remporter de trophée.

### Carrière d'entraîneur
Au Portugal, il débute dans les divisions inférieures puis en première division mais il ne termine pas souvent une saison entière avec les clubs entraînés, à l'exception de une septième place lors de la 1993–1994 avec Guimarães et une onzième place lors de la saison 1995–1996 avec Gil Vicente.
En Angola, il dirige quatre clubs (AS Aviação, Petro Atlético, Interclube et Caála) et remporte cinq fois le championnat angolais (2002, 2003 et 2004 avec AS Aviação, 2008 et 2009 avec Petro Atlético). 
Alors que le sélectionneur brésilien de l'Angola, Ismael Kurtz, est viré à cause de la défaite surprise contre le Tchad (1-3, le 12 octobre 2003 lors des qualifications pour le Mondial 2006), le nom de l'entraîneur de l'AS Aviação depuis 2001 Bernardino Pedroto est proposé pour lui succéder mais c'est au final Luís Oliveira Gonçalves qui prend le poste de sélectionneur des Palancas Negras.